# Талиб Квали
Талиб Квали Грин (енгл. Talib Kweli Greene; 3. октобар 1975. у Бруклину) је амерички репер. Каријеру је почео као члан групе Блек стар у којој је сарађивао са Мос Дефом. Први пут се појављује на албуму Дум групе Муд из 1997. када и упознаје ДЈ Хај Текаи заједно са Мос Дефом оснива Блек старс. Пробој ка мејнстрим сцени омогућио му је албум Quality који су продуцирали Канје Вест и ДЈ Квик. Издао је пет соло албума и велики број микстејпова. Борац је против трговине људима. Квали је ожењен.

## Дискографија
- Quality (2002)
- The Beautiful Struggle (2004)
- Eardrum (2007)
- Gutter Rainbows (2011)
- Prisoner of Conscious (2013)
- Gravitas (2013)
- (2015)
- Radio Silence (2017)